# Tre Valli Varesine 1955
La Tre Valli Varesine 1955, trentacinquesima edizione della corsa, si svolse il 2 ottobre 1955 su un percorso di 100 km disputati a cronometro. La vittoria fu appannaggio dell'italiano Fausto Coppi, che completò il percorso in 2h30'01", precedendo i connazionali Aldo Moser e Giuseppe Minardi.
Sul traguardo di Varese 12 ciclisti, su 14 partiti dalla medesima località, portarono a termine la competizione.  

## Ordine d'arrivo (Top 10)
| Pos. | Corridore        | Squadra         | Tempo    |
| ---- | ---------------- | --------------- | -------- |
| 1    | Fausto Coppi     | Bianchi-Pirelli | 2h30'01" |
| 2    | Aldo Moser       | Torpado         | a 2'45"  |
| 3    | Giuseppe Minardi | Legnano         | a 5'21"  |
| 4    | Nino Defilippis  | Torpado         | a 6'36"  |
| 5    | Angelo Conterno  | Torpado         | a 7'10"  |
| 6    | Angelo Coletto   | Nivea-Fuchs     | a 7'17"  |
| 7    | Riccardo Filippi | Bianchi-Pirelli | a 8'58"  |
| 8    | Adolfo Grosso    | Atala-Pirelli   | a 9'16"  |
| 9    | Ugo Massocco     | Tebag           | a 9'31"  |
| 10   | Giancarlo Astrua | Atala-Pirelli   | a 12'09" |